# Mistrovství Československa v cyklokrosu 1982
Mistrovství Československa v cyklokrosu 1982 se konalo v sobotu 30. ledna  1982 v Mladé Boleslavi.

## Přehled
| Poř.             | Jméno              | Čas        |
| Zlatá medaile    | Petr Klouček       | 1:10:10 h  |
| Stříbrná medaile | František Klouček  | + 0:43 min |
| Bronzová medaile | Ladislav Šulc      | + 1:37 min |
| 4                | Radomír Šimůnek    | + 2:47 min |
| 5                | Radovan Hrubý      | + 2:49 min |
| 6                | Miloslav Kvasnička | + 2:51 min |